# Pachiaudi

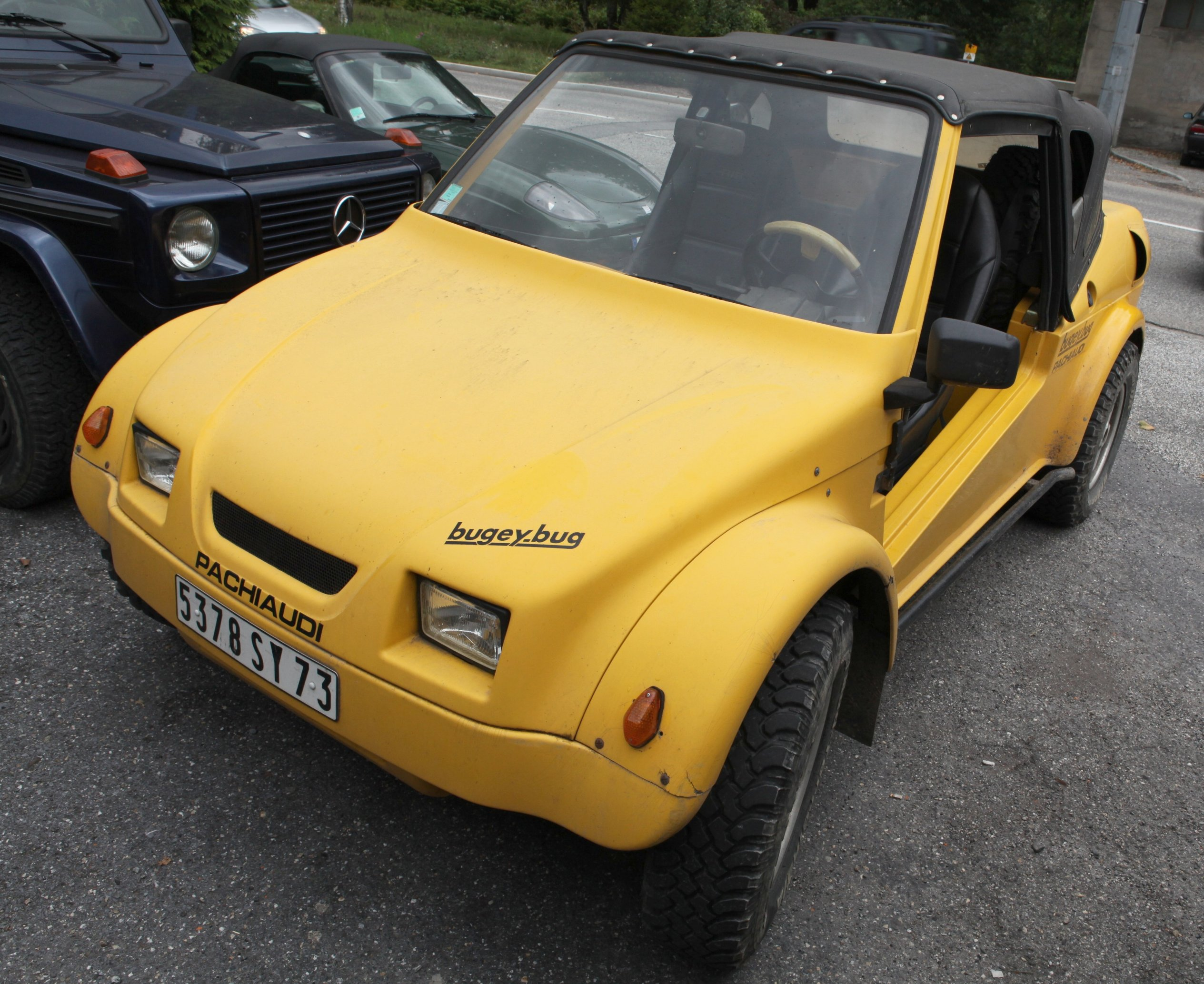
Pachiaudi Buggy-Bug

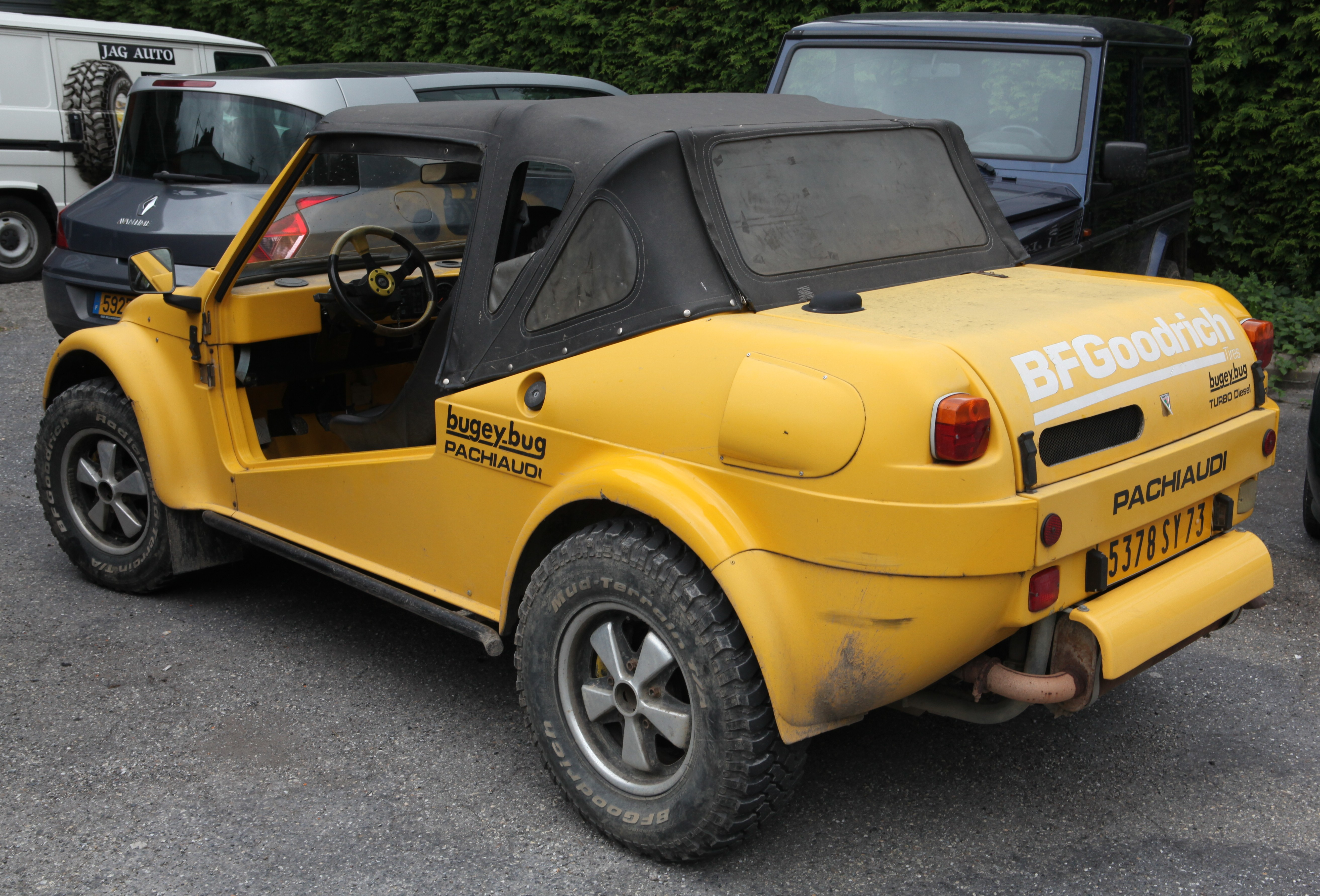
Heckansicht

Pachiaudi war eine französische Automarke.

## Unternehmensgeschichte
Yves Pachiaudi gründete 1995 in Culoz das Unternehmen, das seinen Namen trug, zur Produktion von Automobilen. 1997 setzte die Société Vibraction aus Roanne die Produktion fort. Der Markenname lautete weiterhin Pachiaudi. 2005 endete die Produktion.

## Fahrzeuge
Das einzige Modell Buggy-Bug war ein Strandwagen im Stile eines VW-Buggy. Das Fahrzeug war 370 cm lang. Die Basis bildete ein Rohrrahmen. Die Karosserie bestand aus Kunststoff. Türen und Dach konnten entfernt werden. Im Angebot standen Versionen mit Heckantrieb und mit Allradantrieb. Für den Antrieb sorgte ein Vierzylinder-Turbodieselmotor mit 2100 cm³ Hubraum und 88 PS Leistung von Renault. Alternativ konnte ein VR6-Motor mit 174 PS Leistung von Volkswagen montiert werden.